# Thomas Baker
Thomas Baker  (Londen, 1823) was een Post Captain in de Britse Koninklijke Marine (vergelijkbaar met een kapitein-ter-zee) en voerde in november 1813 het commando over de Britse zeelieden en mariniers die bij Scheveningen aan land waren gezet om de landing van de Prins van Oranje, de latere Koning Willem I der Nederlanden, mogelijk te maken.
Koning Willem I der Nederlanden benoemde Bakers superieur "Lord Viscount Torrington" en Kapitein Baker in een Koninklijk Besluit van 7 februari 1816 nummer 48 beiden benoemd tot Officier in de Militaire Willems-Orde omdat "zij gewigtige dienst aan de goede zaak hebben gedaan".
De burggraaf mocht de onderscheiding niet aannemen. Hij stond niet onder Nederlands commando en had geen werkelijke militaire actie bevolen. Hij mocht geen decoratie van een vreemde vorst aannemen. Kapitein Baker kreeg op 7 maart 1818 in de "London Gazette" echter wel toestemming om de onderscheiding te dragen..
De Nederlandse regering en op decoraties beluste Britse officieren zagen in de onderscheiding van Thomas Baker een aanmoediging om te decoreren of decoratie te vragen. De Britse wet stond daarbij in de weg en met uitzondering van de Britse bevelhebbers werden er geen Britten in de Willemsorde opgenomen.
De door de Hertog van Wellington voorgedragen Admiraal Young, Generaal Lord Lunedoch, beiden Commandeurs, de Schouten-bij-nacht Ferrier, Scott en Bedfort, kolonel Sir George Wood en de Generaals-majoor MacKenzie, Taylor en Proby die allen op 1 december 1818 een officierskruis ontvingen, kregen geen toestemming om hun versierselen te dragen.
Admiraal Young stuurde zijn onderscheidingen op 20 februari 1819 terug naar 's-Gravenhage.Hij begreep de bedoeling van de Militaire Willems-Orde kennelijk niet en merkte op dat het, als de Britten de onderscheiding al hadden mogen aannemen, niet "propper" was dat een bevelhebber een IIe klasse van een orde aan moest nemen.
Kanselier Jan Willem Janssens liet de namen van de op 1 december gedecoreerde Britten doorhalen en de reclames van Lord George Stuart en J.P. Stuart ad acta leggen.